# Citavi
Citavi est un logiciel de gestion bibliographique et des connaissances pour Microsoft Windows. Il est développé par l’entreprise Swiss Academic Software, avec siège à Wädenswil près de Zurich. Le logiciel est basé sur la plate-forme .NET.
En février 2021, Citavi a été racheté par l'entreprise QSR International, propriétaire du logiciel d'analyse qualitative NVivo (en).
En 2022, avec le soutien financier de TA Associates (une société d'investissement), QSR International s'est allié avec deux partenaires, Palisade et Addinsoft, pour fonder Lumivero, une nouvelle plate-forme logicielle d'analyse de données.

## Versions
Son antécédent était le logiciel LiteRat qui a été développé à l’Université Heinrich-Heine de Düsseldorf et dont la première version avait été présentée en 1995. La nouvelle version a été publiée en 2006 sous le nom de Citavi 2.0, puis, quatre ans plus tard, la troisième version, complètement renouvelée, qui était également la première à proposer une interface en anglais. Depuis la version 4, sortie en 2013, l’interface est présentée en allemand, anglais, français, italien, polonais, portugais et espagnol, et le logiciel contient un plugin pour Word. Citavi 5 est sorti en avril 2015, dans des éditions pour utilisateurs individuels et pour des équipes . En février 2018, Citavi 6 ajoute la possibilité de sauver des données dans le Cloud de Citavi et de partager les projets Cloud avec d'autres utilisateurs, avec des droits d'accès individuels.
Citavi peut être utilisé sous Linux ou sous MacOS moyennant une virtualisation du système d'exploitation Windows. Le développement de la version destinée exclusivement à OS X a été arrêté en 2011. Depuis 2022, une nouvelle version pour le web (Citavi Web) est disponible et permet de s'affranchir complètement du système d'exploitation : seul un navigateur internet suffit pour y accéder.

## Produits
- Une licence de Citavi for Windows, permet la création de projets locaux et dans le Cloud de Citavi. Les projets Cloud sont sauvés dans le Cloud de Citavi, pendant que les projets locaux sont sauvés en local sur l'ordinateur. On peut inviter d'autres personnes aux projets Cloud, les rôles disponibles sont Lecteur, Auteur et Gestionnaire.
- Citavi Web, une version indépendante du système d'exploitation, est directement accessible avec un navigateur web sur internet en version d'essai (30 jours d'essai avec 1 Gb d'espace de données disponible dans le Cloud de Citavi)[7].
- Les licences de Citavi for DBServer permettent aux institutions et aux entreprises de gérer les projets Citavi sur un Microsoft SQL Server qui est installé sur leur intranet. Les utilisateurs sont gérés sur l'Active Directory et ils ont des droits d'accès individuels à niveau de projet.

## Fonctionnalités
Citavi comprend la gestion bibliographique, l’organisation des connaissances et la planification des tâches. L'aide rapide intégré dans le programme, un manuel en ligne, l'email-newsletter, des vidéos et un forum de questions et réponses font partie de la proposition d’aide en ligne de Citavi, comme aussi, pour les utilisateurs en possession d'une licence, du support personnel.

### Gestion bibliographique
- Les sources de 35 types différents (livres, articles, exposés, enregistrements audio et vidéos, etc.) peuvent être récoltées, gérées et enregistrées. Les documents sont exploités grâce à l’attribution de mots clés. Pour une exploitation plus profonde, les références peuvent être reparties en groupes et en catégories et les recherches effectuées peuvent être enregistrées.
- Citavi supporte des recherches bibliographiques à travers l'accès en ligne à des milliers de banques de données bibliographiques scientifiques (comme PubMed, Web of Science etc.) et aux catalogues de librairies et de bibliothèques. Citavi intègre aussi les COinS pour récupérer des données bibliographiques des pages web des éditeurs de revues scientifiques, comme aussi l'abonnement des flux RSS[9], tandis que les listes des favoris extraites des bases de données bibliographiques et des catalogues des librairies et bibliothèques peuvent être importées à l’aide des filtres.
- Le plugin Citavi-Picker pour les navigateurs Mozilla Firefox, Internet Explorer et Google Chrome reconnait les ISBN, les DOI, les PubMed-ID, les identifiants PMC et les identifiants arXiv sur les pages web, ce qui permet d'importer les metadonnées bibliographiques avec un clic. Les pages internet peuvent être également importées dans Citavi, et la page peut être transformée en un document PDF dans Citavi, afin d’enregistrer le contenu du site.
- Le Citavi-Picker pour Adobe Acrobat et Acrobat Reader permet d'importer des documents PDF. En cas de présence de métadonnées, celles-ci sont utilisées.
- Citavi permet l'annotation des PDF[10]. La recherche interne de Citavi inclut les textes complètes des PDF si ceux-ci sont extractibles.
- Citavi peut être utilisé en combinaison avec plusieurs logiciels de traitement de texte. 
  - Grâce au complément pour Word des citations et des idées propres peuvent être importés directement de Citavi dans le document sans l’obligation de quitter Word. Les citations seront automatiquement ajoutées à la liste de la bibliographie, aucune mise en page manuelle supplémentaire n’est nécessaire.
  - L'intégration avec OpenOffice Writer et LibreOffice Writer comme aussi des logiciels capables de gérer des documents RTF (comme p.ex. Scrivener) est effectuée à partir des marque-titres, qui sont ajoutés au texte. Ceux-ci sont automatiquement transformés et regroupés dans la liste bibliographique qui est ajoutée à la fin du document lors de la mise en page finale. [Disponible jusqu'à Citavi 5]
  - Plusieurs éditeurs-LaTeX compatibles permettent l’insertion des citations et des commandes de citation LaTeX (comme p.ex. \cite{DRRDietrich2016}) grâce aux raccourcis. L'intégration avec l’éditeur-LaTeX LyX est établie grâce à un tube.
- Citavi offre un large choix de 11604 styles de citations (16 décembre 2022). Des styles supplémentaires pour d’autres revues scientifiques ou académiques sont générés sur demande ; des erreurs dans les styles de citation déjà existants sont corrigées après notification et les corrections sont redistribuées automatiquement de manière centrale. Une recherche détaillée par caractéristique des styles de citation et un éditeur de styles de citation avec des conditions et composantes modifiables sont intégrés dans Citavi.

### Organisation des connaissances
- Citavi peut gérer des citations de textes et images, mais le logiciel est également capable de gérer les idées de l’usager. Toutes les citations et les idées peuvent être gérées, assignées des mots-clés et categorisées et également insérées dans Word en tant que blocs de texte. Les références des citations sont saisies automatiquement[11].
- En utilisant la fonctionnalité d'annotation des documents PDF dans Citavi, toutes les citations de texte et d'image sont connectées avec l'endroit exact dans le PDF, permettant ainsi de retrouver le contexte avec un clic.
- L'arborescence des propres publications (c'est-à-dire les chapitres) est créée avec le système de catégorisation. À l'intérieur de chaque chapitre, les citations et les idées propres peuvent être organisées afin d'établir la ligne d’argumentation. Ceci permet la structuration du travail avant de commencer le processus de l’écriture.

### Planificateur de tâches
- Citavi possède un outil de gestion de calendrier avec des tâches (relatives aux documents) et des jalons (relatifs au projet), afin d’éviter de perdre de vue les fins d’emprunt de livres et de planifier les différents pas dans le processus de travail.
- Des tâches telles que discuter ou vérifier peuvent être mis en lien avec les extraits des documents PDF.
- Dans le travail en équipe sur des projets Cloud ou DBServer Citavi permet l'attribution des tâches aux autres membres de l'équipe.

## Distribution
Citavi est utilisé dans tout le monde dans de nombreuses universités, des institutions de recherche, des entreprises et l'administration. Citavi est surtout répandu en Allemagne, en Autriche et en Suisse où le nombre de licences de site des établissements d’enseignement supérieur et des institutions de recherche dépasse 300, notamment dans tous les établissements d’enseignement supérieur en Bavière, en Thuringe et au Bade-Wurtemberg.

## Compatibilité
- Les données Citavi peuvent être importées par d’autres logiciels de gestion bibliographique[13].
- Citavi peut importer des données provenant d'autres logiciels de gestion bibliographique, soit directement, comme dans le cas de EndNote ou de fichiers BibTeX, soit à travers un fichier d'export RIS comme est le cas de Mendeley, ProCite, Reference Manager, RefWorks, Zotero ou autres[14].